# Gewissenlos
Gewissenlos ist ein Lied der deutschen Singer-Songwriterin Madeline Juno aus dem Jahr 2023. Das Stück ist die vierte Singleauskopplung aus ihrem sechsten Studioalbum Nur zu Besuch.

## Entstehung und Artwork
Gewissenlos wurde von der Interpretin selbst, gemeinsam mit dem Stuttgarter Singer-Songwriter Steven Bashir, dem Berliner Musiker Joschka Bender und dem Koblenzer Sänger Wieland Stahnecker (Blinker), geschrieben. Bender zeichnete darüber hinaus auch für die Aufnahme, Instrumentierung, Produktion und Programmierung verantwortlich. Die Instrumentierung, Produktion und Programmierung tätigte er gemeinsam mit Blinker. Während die beiden zusammen an der Gitarre zu hören sind, bekamen sie für das Einspielen des Keyboards Unterstützung durch Martin Rott. Bashir und Blinker arbeiteten bereits mit Juno für ihr vorangegangenes Studioalbum Besser kann ich es nicht erklären (2022) zusammen. Bender ist bereits seit Beginn von Junos Karriere im Jahr 2013 festes Mitglied ihrer Liveband und an diversen Produktionen, in verschiedenen Funktionen, beteiligt. Das Mastering erfolgte durch HP Mastering Hamburg, unter der Leitung des Studioinhabers Hans-Philipp Graf. Für die Abmischung war der Berliner Toningenieur Dennis Keil zuständig.
Auf dem Frontcover der Single ist Juno, vor einem beigen Hintergrund, auf einem Hocker sitzend, zu sehen. Sie hat ihre Haare hochgebunden und trägt dazu schwarze Stiefeletten, eine beige Anzughose mit weiten Beinen sowie ein schwarz-transparentes Oberteil. Juno hat zurückgelehnt auf dem Hocker platzgenommen und hält sich mit beiden Armen an der Sitzfläche fest, während sie ihren Blick auf den Boden gerichtet hat. Die Fotografie stammt von Ben Wolf, der in der Vergangenheit bereits öfters als Fotograf und Regisseur für Juno engagiert wurde, so als Regisseur von Solange wir fahren (2022) oder auch Ich sterbe zuerst (2023). Für das Artwork war Max Binski verantwortlich.

## Veröffentlichung und Promotion
Die Erstveröffentlichung von Gewissenlos erfolgte als Single am 22. September 2023. Diese erschien als digitaler Einzeltrack zum Download und Streaming durch Embassy of Music. Der Vertrieb erfolgte durch Tonpool, verlegt wurde das Lied durch BMG Rights Management, Budde Music und Universal Music Publishing. Am 26. Januar 2024 erschien das Lied als Teil von Junos sechstem Studioalbum Nur zu Besuch, dessen vierte Singleauskopplung es ist.
Um das Lied zu bewerben, veröffentlichte Juno erstmals am 15. September 2023 über die sozialen Medien einen Audio-Teaser des Refrains, in dem sie auch Teile des dazugehörigen Tanzes präsentierte.

## Inhalt
| „Am Ende bleiben Rotweinflecken und paar Haare im Sieb. Wie kann man so nicht checken, wen man jahrelang liebt? Du konntest gut verstecken, dass du gar nix mehr fühlst. Sag, wie wird man so gewissenlos?“ – Refrain, Originalauszug | Der Liedtext zu Gewissenlos ist in deutscher Sprache verfasst. Geschrieben und komponiert wurde das Stück gemeinsam von Steven Bashir, Joschka Bender, Blinker und Madeline Juno. Das Tempo beträgt 145 Schläge pro Minute. Die Tonart ist C-Dur. Inhaltlich geht es in dem Lied um eine unschöne Trennung einer Liebesbeziehung, aus der Retrospektive. Textlich arbeitet Juno dabei mit Metaphern. So spricht sie im Refrain unter anderem von „Haare im Sieb“, womit sie zum Ausdruck bringen will, wie „unnötig, unangenehm und eklig“ solche Trennungen sein können. Juno selbst beschrieb Gewissenlos als einen ihrer Lieblingstitel des kommenden Albums. |

Aufgebaut ist das Lied auf zwei Strophen, einem Refrain und einem Outro. Es beginnt zunächst mit dem Refrain, der aus acht Zeilen besteht und sich aus einem wiederholenden Vierzeiler zusammensetzt. Darin enthalten ist unter anderem ein dreifacher sowie ein normaler Kreuzreim. An den ersten Refrain schließt sich die erste Strophe an, die sich aus vier Zeilen zusammensetzt. Darauf folgt zunächst der Prechorus, der ebenfalls aus vier Zeilen besteht, ehe erneut der Refrain einsetzt. Der gleiche Aufbau wiederholt sich mit der zweiten Strophe, nur das diese als Achtzeiler geschrieben wurde und der darauf folgende Prechorus über einen neuen Text verfügt. Nach dem dritten Refrain endet das Lied mit dem Outro, in dem lediglich die letzte Refrainzeile nochmals wiederholt und von einem abschließenden „Mh-mh, mh-mh, mh-mh, mh-mh“ begleitet wird.

## Musikvideo
Das Musikvideo zu Gewissenlos erschien erstmalig am 21. September 2023 auf der Videoplattform YouTube. Dieses lässt sich in drei Abschnitte unterteilen, die immer wieder im Wechsel zu sehen sind. Zum einen sieht man Juno alleine, auf dem Boden vor einem weißen, teilweiße abgedeckten Cabriolet liegend, während sie das Lied singt und ihre Lippen nochmals auf sie selbst projiziert wird. Zum anderen sieht man Juno auf der Rückbank des besagten, fahrenden Cabriolets. Eine weitere Szene zeigt sie zusammen mit drei Tänzerinnen und einem Tänzer, die an verschiedenen Orten tanzen.
Es handelt sich hierbei um das erste vertikal gefilmte Musikvideo von Juno. Die Gesamtlänge des Videos beträgt 3:09 Minuten. Regie führte die Berliner Filmemacherin und Fotografin Annika Yanura. Bis April 2025 zählte das Musikvideo über 240 Tausend Aufrufe bei YouTube.

## Mitwirkende
| Liedproduktion - Steven Bashir: Komposition, Liedtext - Joschka Bender: Gitarre, Keyboard, Komposition, Liedtext, Musikproduktion, Programmierung, Tonaufnahme - Hans-Philipp Graf: Mastering - Madeline Juno: Gesang, Komposition, Liedtext - Dennis Keil: Abmischung - Martin Rott: Keyboard - Wieland Stahnecker (Blinker): Gitarre, Keyboard, Komposition, Liedtext, Musikproduktion, Programmierung Unternehmen - BMG Rights Management: Musikverlag - Budde Music: Musikverlag - Embassy of Music: Musiklabel - HP Mastering Hamburg: Tonstudio - Tonpool: Vertrieb - Universal Music Publishing: Musikverlag | Visualisierung (Cover) - Max Binski: Artwork - Ben Wolf: Fotografie Musikvideo - Matt Antonucci: Schauspielende Person (Tanz) - Leon Bader: Beleuchtung - Paula Betghe: Haare, Make Up - Maxi Frey: Regieassistenz - Jennifer Mertens: Styling - Karen Schweiger: Schauspielende Person (Tanz) - Edith Simone: Schauspielende Person (Tanz) - Denis Weckbach: Choreografie - Michelle Weinmann: Schauspielende Person (Tanz) - Annika Yanura: Regie |

## Rezensionen
Ewelina Cender Korpak vom Kultur- und Szenenmagazin Cityguide Rhein-Main-Neckar-Pfalz ist der Meinung, dass Juno hiermit ein realistisches Trennungs-Szenario beschreibe: „Man ist getrennt, sieht die andere Person nicht mehr, aber die Rotweinflecken und damit verbundenen Erinnerungen sind noch da“. Anders als etwa in Obsolet (2020) emotional aufgewühlt, direkt aus der Trennungssituation heraus entstanden, nehme Gewissenlos das Ende der Beziehung nicht mehr so schwer. Durch die Retrospektive sei das Lied ein bisschen wie Obsolet – mit Erkenntnis, Draufsicht und vor allem Humor. Musikalisch knüpfe es bei der letzten Single Lovesong an. Ein „Fun Little Song“ mit „souveränem Hitpotenzial“, gewohnt „deepen“ Reimen, aber einem treibenden und elektronischeren Beat, bei dem man unwillkürlich mitwippen möchte und der in verspielten Passagen nochmal zusätzlich an Fahrt aufnehme. Die Choreografie aus dem Musikvideo beschrieb die Rezensentin als passenden „Fun Little Dance“.
Mia Milan vom Tonspion ist der Meinung, dass eine „Popabfuhr“ wohl kaum hätte direkter und cooler wirken können.
Hendrik Müller von Plattentests.de vergab fünf von zehn Punkten für das Album Nur zu Besuch und bezeichnete dabei Gewissenlos, während seiner Rezension, als klassischen Trennungstitel sowie lupenreinen Poptitel, der so ganz und gar nicht prätentiös daherkommen und eine erfrischende Abwechslung im Genrekontext bieten würde.